# جان ایوانز (بازیکن فوتبال، زاده ۱۹۳۲)
جان ایوانز (انگلیسی: John Evans; ۲۱ اکتبر ۱۹۳۲ – فوریهٔ ۲۰۰۹) بازیکن فوتبال بود.
از باشگاه‌هایی که در آن بازی کرده‌است می‌توان به باشگاه فوتبال نوریچ سیتی اشاره کرد.